# Об'єднання українських націоналістів (державників)
Об'єднання українських націоналістів (державників) ОУН(д) — громадсько-політична організація, яка керується у своїй діяльності ідеологією українського націоналізму. У 1997—2005 роках існувала під назвою «Організація українських націоналістів (державників)», під сучасною назвою — з 2005 року. Офіційно зареєстрована 26 квітня 2006 року.

## Виникнення партії «Організація українських націоналістів в Україні» (ОУНвУ)
ОУН(д) виникла внаслідок певних розходжень та суперечностей у поглядах і тактиці усередині ветеранів УПА та підпілля Організації українських націоналістів, а також серед тих її прихильників, котрі входили у Львівське братство вояків УПА, та в новоутворене 1990 року Всеукраїнське об'єднання «Державна самостійність України» (ДСУ).
Політична партія «Організація Українських Націоналістів» (ОУН) створена 30 грудня 1991 р. на Установчому зборі у м. Львові як «Організація
українських націоналістів в Україні» внаслідок об'єднання частини членів Всеукраїнського політичного об'єднання «Державна самостійність України» та частини націоналістів, які не поділяли позицію прихильників Слави Стецько, та якими критично була сприйнята Організація українських націоналістів революційна.
9 травня 1993 року проведено 1-ий Великий збір, на якому прийнято статут. Статут зареєстровано 17 листопада 1993 року під назвою «ОУН в Україні», першим головою зареєстрованої структури був Сливка Микола Іванович, мешканець м. Львів, 1925 року народження, уродженець с. Верхнє Синьовидне Сколівського району, колишній вояк УПА.
У ході фактичного розколу, що стався в ДСУ, почесний голова ДСУ Іван Кандиба разом з іншими чільними активістами ДСУ відійшов і був прийнятий 4 листопада 1992 року до новоствореної ОУНвУ, залишивши під своїм керівництвом партійний часопис ДСУ «Нескорена нація», засновником якого він був.
Внаслідок об'єднання політичного середовища з організації «Державна Самостійність України», частини діячів УРП, а також молоді із Спілки Націоналістичної Української Молоді (СНУМ) в листопаді 1993 року постає відроджена ОУН, зареєстрована Міністерством Юстиції України, як політична партія.
Часописи ОУНвУ («Нескорена нація» та «Хлібороб») в 1990-их роках були переповнені статями, що викривають «іудомасонську» загрозу. Цікавим у цьому сенсі є часопис «Хлібороб» (в свій час орган КУН, пізніше — ОУНвУ), який виходить на Полтавщині. Як для сенсації національного масштабу, редакція «Хлібороба» виділила першу полосу для заяви, що справжнє ім'я О.Мороза — Ісайя Морош.
Великий надзвичайний збір ОУНвУ проведено 25 лютого 1995 року. Сформовано новий Головний провід, головою обраний Степан Балинський, 1 — ий заступник голови — Орися Курило, члени проводу — Іван Дзядик, Іван Кандиба, Михайло Круків, Віктор Педченко, Йосип Фурдин, Іван Шрамко, Вячеслав Шталтовний.
9 грудня 1995 року частина активістів ОУН на чолі з Кандибою виявили недовіру голові Головного проводу С. Балинському, вони ж вирішили 27 січня 1996 року провести конференцию ОУНвУ.
3-я конференція ОУН відбулася 27 січня 1996 року в Києві, прийнято доповнення до Статуту та Програмні засади Обрано нове керівництво: голова Іван Кандиба, заступник голови Петро Рубан, члени Головного проводу Орися Курило, Юрій Попов, Віталій Цапович, гол. Етичної комісії Вячеслав Шталтовний (голова Київської міської «Просвіти»), пол. Контрольної комісії Іван Дзядик (За С. Балинським, рішення конференці було не правочинне).

## Перша Організація українських націоналістів (державників)
2-й Великий збір ОУН в Україні відбувся 13-14 вересня 1997 року в Києві.
На зборі вирішено змінити назву на «Організація українських націоналістів (державників)». Обрані до керівництва: голова Головного проводу Кандиба Іван Олексійович, члени Головного проводу Григорій Охріменко, Яків Дубров, Віталій Цапович, Мирослав Різванюк, Володимир Лака, голова Контрольної комісії Іван Федорак, голова Етичної комісії Андрій Коваленко.
Отже, головами були: Микола Сливка (у 1993—1995 рр.), Степан Балинський — технік-електрик, 1945 року народження, походив з села Дегова Рогатинського району (у 1995—1996 рр.), Іван Кандиба (у 1996—1998 рр.), Клос Юліан Степанович — доктор біологічних наук, 1936 року народження (у 1998—2002 рр.), Козак Роман Миколайович (у 2003—2009 рр.) та мешканець м. Івано-Франківськ Цапович Віталій Володимирович, роки життя 1974—2022 (очолював партію двічі: у 2002—2003 рр. та у 2009—2022 рр.). Останній у 2001—2002 роках був афільований з партією Народний рух України за єдність Богдана Бойка, балотувався від блоку Бойка у Верховну Раду. Було утворено робочу групу з підготовки VII з'їзду ОУН в Україні, який мав затвердити приєднання ОУН в Україні до блоку «НРУ». Приєднання не відбулося, тоді ж від Цаповича відокремилася значна частина його прихильників.
Партія перереєстрована 4 лютого 2001 року (№ 573).
У серпні 2002 р. у м. Львові на засіданні політради партії головою був затверджений В. Цапович (до цього був першим заступником голови). Була прийнята нова політична платформа партії, у якій партія відмовлялася від будь-якої співпраці з Всеукраїнським об'єднанням «Батьківщина».
З 2001 року у Львові виходили друковані органи партії — бюлетень «Вісник ОУН в Україні» та газета «Сурма», пізніше їхні редакції перемістились у київську штаб-квартиру ОУН. Там, за адресою: м. Київ, вул. Гоголівська , 39 Козак видавав газети «Нескорена нація», «Сурма».
25 березня 2003 р. у м. Києві відбувся VIII Великий збір партії (125 делегатів), який зобов'язав головний провід партії подати необхідні документи про перереєстрацію партії. Було утворено «альтернативний» Цаповичу так званий «Центральний провід ОУН в Україні».
Головою партії та проводу обраний обраний Козак Роман Миколайович, який у 2004 р. балотувався на посаду президента України 2004 року і агітував проти Ющенка. Козака підтримали голова Хмельницької обласної організації ОУН в Україні Василь Гищук (м. Кам'янець — Подільський), голова Волинської обласної організації ОУН в Україні Мирослав Різванюк (м. Луцьк), та інші.
Частина членів «ОУН в Україні» на позачерговому з'їзді 30 травня 2004 року обрала своїм лідером депутата Львівської обласної ради Андрія Чорновола замість Романа Козака. Однак більша частина партійців не визнала це рішення, у підсумку — стався розкол.
Ще 6 травня 2004 року Львівська обласна організація партії ОУН в Україні постановила створити ініціативну групу з метою проведення референдуму щодо довіри меру Львова Любомиру Буняку. Таке рішення ініціював голова обласного осередку — Ільків Мирослав Степанович. У відповідь, сам Буняк постановив зареєструвати місцеву групу, та встановити строк збирання підписів громадян України під вимогою про проведення місцевого референдуму до 17 червня 2004 року.
26 червня 2004 року Тарасенко Володимир Андрійович, 1950 року народження, доктор економічних наук, Директор Львівського відділення науково-дослідного економічного інституту Міністерства економіки України, очолив Львівську обласну організацію політичної партії ОУН в Україні, замість вибулого Мирослава Ільківа. Спочатку підтримував Романа Козака.
Дев'ятий Великий Збір партії ОУНвУ 7 липня 2004 року офіційно висунув кандидатом на пост президента свого голову Романа Козака..
У жовтні 2003 року Львівська обласна організація ОУНвУ, за повідомленням її голови Ярослава Тимчишина, почала запис добровольців на захист українського кордону у зв'язку з будівництвом Росією дамби у Керченській протоці. Понад 60 молодих львів'ян висловили готовність їхати на острів Тузлу і боронити Україну.
У лютому 2005 р. з'явилася інформація, підписана В. Цаповичем, про те, що: «Рада політичної партії „ОУН в Україні“ за участі 19 голів обласних
організацій ОУН ухвалила рішення усунути Р. Козака з посади голови партії». Однак офіційного підтвердження ця інформація не знайшла. Роман Козак продовжував згадуватися головою ОУН до 2009 року включно. Далі відійшов від активної політичної діяльності.
В складі «ОУН в Україні» в епоху президентства Ющенка велику актиність проявляли зареєстрована 11 червня 2003 року Волинська обласна організація (з 2004 року її очолив Кучинський Олександр Павлович), Луцька міська організація (голова — студент юрфаку Волинського університету Волошинович Олег Петрович), Івано-Франківська обласна організація (голова Матківський Осип Миколайович, його заступники — Сулятицький Микола Іванович, та Федів Любомир Богданович), Львівська міська організація (голова Тимчишин Ярослав Дмитрович), Черкаська обласна організація (голова Тисовський Ілля Миколайович), Хмельницька обласна організація (голова Гищук Василь Петрович, далі Едуард Крилов), Київська обласна організація (голова Кострицький Сергій Миколайович) та інші.
У 2013 році Максим Рубан відновив видання газети ОУН «Нескорена нація». Тоді ж фактичним лідером партії знову став Цапович, а другою особою в партії залишався керівник львівського осередку Володимир Тарасенко.
У лютому 2020 року Міністерство юстиції України звернулося до суду з адміністративним позовом про анулювання реєстраційного свідоцтва політичної партії «Організація Українських націоналістів» (далі — політична партія «ОУН») від 17 листопада 1993 року № 518. Рішенням Окружного адміністративного суду міста Києва від 30 квітня 2021 року в позові відмовлено.
10 лютого 2021 року до Центральної виборчої комісії надійшло звернення виконувача обов'язків голови політичної партії «Організація Українських Націоналістів», голови Івано-Франківської політичної партії «Організація Українських Націоналістів» В. Цаповича від 5 лютого 2021 року № 147, у якому повідомлялося, що вказана політична партія «не висувала Ірину Бобровицьку кандидатом у народні депутати України на проміжних виборах по 87 окрузі»; «взагалі не проводила Великого Збору (З'їзду) стосовно участі партії у проміжних виборах до ВР», а також що документи, подані від цієї політичної партії до Комісії, «є сфальсифіковані»..
Постановою Шостого апеляційного адміністративного суду від 08 грудня 2021 року скасовано рішення суду першої інстанції, а позов задоволено частково. Анульовано реєстрацію Політичної партії «Організація Українських Націоналістів», з кодом ЄДРПОУ 20797609. У задоволенні іншої частини вимог відмовлено.
24 грудня 2022 року, у зв'язку зі смертю Першого заступника Голови Партії Цаповича Віталія Володимировича, повноваження керівника Партії перейшли до заступника Голови Партії, куратора Волинської обласної організації Різванюка Мирослава Івановича (мешканець м. Луцьк, 1957 року народження).
Далі, у січні 2023 року новим головою «ОУН в Україні» обраний Кроча Геннадій Степанович, 1967 року народження, мешканець м. Умань Черкаської області. 14 лютого 2023 року Кроча зареєстрував нову структуру — «Всеукраїнське об'єднання Організація українських націоналістів» за минулою адресою партії ОУН (Київ, Гоголевська, 39а).
24 жовтня 2023 року в Києві волонтер Кроча Геннадій Степанович зареєстрував свою приватну організацію під назвою "Благодійна організація «Благодійний Фонд Організація Українських Націоналістів», як громадське об'єднання.

## ОУН (д) з 2005 року
У 2005—2006 роках сформувалася ще одна ОУН (державників) на платформі ідеології, котру сповідує Організація українських націоналістів (мельниківці).
Де-факто фракція «державників» існувала у рамках ОУН(мельниківців), котра отримала реєстрацію в листопаді 1993 року на правах громадської організації, та виступала за активізацію роботи в Україні, посилення боротьби проти режиму Л. Кучми. Однак заступник голови ОУН(м) Богдан Червак до 2004 року включно навпаки проводив співпрацю з владою Кучми, друкував провладні статті у своїй газеті, довгий час відмовлявся підтримувати кандидатуру Ющенка.
Подальше непорозуміння поглибилося після обрання президентом В. Ющенка, і призвело до відходу від ОУН(м), у 2005 році члена мельниківського ПУН Павла Дорожинського, котрий очолював Київський провід ОУН, майже з усім оточенням останнього, та виникнення нової націоналістичної організації.
Вона зареєстрована 2006 року під назвою «Об'єднання українських націоналістів (державників)».
ОУН(д) перейняла від ОУН свою символіку, гімн та основоположні ідейні засади.
Після смерті Дорожинського, в 2015 році ОУН(д) очолив Світайло Віктор Миколайович, колишній дописувач газети «Українське слово» та колишній активіст партії «Патріот».